# Charaxes protoclea
Charaxes protoclea is een vlinder uit de familie van de Nymphalidae. De wetenschappelijke naam van de soort is voor het eerst geldig gepubliceerd in 1850 door Joachim Francois Philiberto de Feisthamel.